# 원수아강
원수아강(原獸亞綱, Prototheria)은 단공목 하나만을 포함하는 분류이다. 이 분류는 토머스 헨리 헉슬리가 처음 제안했다. 단공류 하나만을 포함하므로 중복된 분류명이긴 하나, 후수하강(유대류)이나 진수하강(태반류)과 대비되는 이름으로 쓰인다. 후수하강과 진수하강은 수아강으로 묶인다.

## 하위 분류
- 단공목 (Monotremata)
  - 오리너구리과 (Ornithorhynchidae)
  - 가시두더지과 (Tachyglossidae)
  - Kollikodontidae (멸종)
  - Steropodontidae (멸종)